# Rebirth (álbum de Lil Wayne)
Rebirth es el séptimo álbum de estudio del rapero estadounidense Lil Wayne, estrenado el 2 de febrero de 2010 por Cash Money, Young Money y Universal Motown. Fue producido por Cool & Dre, DJ Infamous, DJ Nasty & LVM, Kevin Rudolf y J.U.S.T.I.C.E. League. Rebirth fue promocionado como el álbum rock de Lil Wayne, aunque contiene algunas canciones de hip hop.
El álbum debutó en el número 2 del Billboard 200, vendiendo 176 000 copias en su primera semana. Se convirtió en el séptimo álbum de Lil Wayne en alcanzar el top-ten, y produjo cuatro sencillos que entraron en la lista. Desde su lanzamiento, Rebirth ha recibido críticas generalmente negativas de la mayoría de los críticos. Ha sido certificado oro por la RIAA, con 500 000 copias vendidas.

## Antecedentes
Originalmente, Rebirth iba a ser el relanzamiento de su álbum Tha Carter III. Se suponía que el álbum iba a ser puesto a la venta el 21 de diciembre de 2009, pero Wayne atrasó la fecha. Una semana antes de su primer lanzamiento programado, Amazon envió accidentalmente 500 copias a clientes que lo habían pedido con antelación. A pesar de que iba a ser estrenado el 7 de abril de 2009, la fecha fue cambiada varias veces y finalmente se lanzó el 2 de febrero de 2010. La artista de Young Money, Shanell, comentó que los retrasos fueron debidos al deseo de Wayne de que el álbum fuese "perfecto".

## Recepción

### Rendimiento comercial
Rebirth debutó en la 2ª posición del Billboard 200 con 176 000 copias vendidas en su primera semana, sobrepasando las expectaciones. Se convirtió en el séptimo álbum de Lil Wayne en llegar al top-ten. También debutó en la 1ª posición del Top R&B/Hip-Hop Albums y del Top Rap Albums. En su segunda semana cayó al número 4 del Billboard 200 vendiendo 89.024 copias más. En su tercera semana, bajó una posición, con unas ventas totales de 324 470 copias. Se mantuvo en la cima del Top Rap Albums por 6 semanas consecutivas. Rebirth también entró al puesto 24 en el Reino Unido y al puesto 86 en Francia. El 5 de marzo de 2010 fue certificado oro por la RIAA, habiendo vendido más de 500 000 copias. El 5 de septiembre de 2011, el álbum llevaba vendidas 775 000 copias en Estados Unidos.

### Recepción de la crítica
Desde su lanzamiento, Rebirth ha recibido reseñas negativas de la mayoría de críticos. Acumula un total de 37 puntos sobre 100 sobre la base de sus críticas, lo que indica "reseñas generalmente desfavorables", de acuerdo con Metacritic. Está en el séptimo puesto de la lista de álbumes peor recibidos del sitio. El crítico Jeff Weiss, de Los Angeles Times, calificó a Rebirth como "uno de los peores álbumes del año hasta ahora".

## Lista de canciones
| N.º   | Título                            | Escritor(es)                                                          | Productor(es)                            | Duración |  |
| 1.    | «American Star» (con Shanell)     | Dwayne Carter, Jr., Johnny Mollings, Lenny Mollings, Shanell Woodgett | DJ Nasty & LVM                           | 3:37     |  |
| 2.    | «Prom Queen» (con Shanell)        | Carter, Jr., Marco Rodríguez-Díaz, Woodgett                           | DJ Infamous, Drew Correa                 | 3:37     |  |
| 3.    | «Ground Zero»                     | Carter, Jr., Rodríguez-Díaz, Nicholas Warwar                          | StreetRunner, DJ Infamous                | 3:57     |  |
| 4.    | «Da Da Da»                        | Carter, Jr., Andre Lyon, Marcello Valenzano, Eddie Montilla           | Cool & Dre                               | 3:40     |  |
| 5.    | «Paradice»                        | Carter, Jr., Lyon, Valenzano, Montilla                                | Kevin Rudolf, Cool & Dre                 | 3:57     |  |
| 6.    | «Get a Life»                      | Carter, Jr., Lyon, Valenzano                                          | Cool & Dre                               | 3:12     |  |
| 7.    | «On Fire»                         | Carter, Jr., Lyon, Valenzano, Montilla, Peter J. Bellotte             | Cool & Dre                               | 4:08     |  |
| 8.    | «Drop the World» (con Eminem)     | Carter, Jr., Marshall Mathers, Jesse Woodard, Mike Strange            | Hit-Boy, Chase N. Cashe                  | 3:49     |  |
| 9.    | «Runnin'» (con Shanell)           | Carter, Jr., Erik Crowe, Kevin Ortíz, Woodgett                        | J.U.S.T.I.C.E. League                    | 4:31     |  |
| 10.   | «One Way Trip» (con Kevin Rudolf) | Carter, Jr., Kevin Rudolf, Rodríguez-Díaz                             | Travis Barker, Kevin Rudolf, DJ Infamous | 4:38     |  |
| 11.   | «Knockout» (con Nicki Minaj)      | Carter, Jr., Crowe, Ortíz, Onika Tanya Maraj                          | J.U.S.T.I.C.E. League                    | 4:09     |  |
| 12.   | «The Price is Wrong»              | Carter, Jr., Rodríguez-Díaz                                           | DJ Infamous                              | 3:28     |  |
| 46:43 |                                   |                                                                       |                                          |          |  |

| Edición deluxe bonus tracks/Edición India |                                  |                                        |               |          |  |
| N.º                                       | Título                           | Escritor(es)                           | Productor(es) | Duración |  |
| 13.                                       | «I'll Die For You»               | Carter, Jr., Montilla, Lyon, Valenzano | Cool & Dre    | 5:07     |  |
| 14.                                       | «I'm So Over You» (con Shanelle) | Carter, Jr., Woodgett, Rodríguez-Díaz  | DJ Infamous   | 2:58     |  |

## Listas de posiciones y certificaciones

### Listas semanales
| Lista (2010)                                | Posición máxima |
| ------------------------------------------- | --------------- |
| Australian Albums Chart                     | 51              |
| Canadian Albums Chart                       | 5               |
| Dutch Albums Chart                          | 75              |
| Estados Unidos Billboard 200                | 2               |
| Estados Unidos Billboard R&B/Hip-Hop Albums | 1               |
| Estados Unidos Billboard Rap Albums         | 1               |
| French Albums Chart                         | 86              |
| Greek Albums Chart                          | 28              |
| New Zealand Albums Chart                    | 33              |
| Norwegian Albums Chart                      | 40              |
| Swiss Albums Chart                          | 15              |
| UK Albums Chart                             | 24              |

### Listas de fin de año
| Lista (2010)                 | Posición |
| ---------------------------- | -------- |
| Estados Unidos Billboard 200 | 34       |